# Штястны, Франтишек
Франтишек «Франта» Штястны (чеш. František Šťastný; 12 ноября 1927, Коханки, Чехословакия — 8 апреля 2000) — чешский мотогонщик, участник чемпионата мира по шоссейно-кольцевых мотогонок серии MotoGP. Вице-чемпион мира в классе 350cc (1961). Самый успешный чешский мотогонщик серии Гран-При: автор первой победы для Чехословакии в классе 350cc и единственной в 500cc. Заслуженный мастер спорта Чехословакии.

## Биография
Франтишек начал свою спортивную карьеру в пятнадцатилетнем возрасте, в начале 1940-х годов. Кроме мотоспорта он также играл в хоккей и принимал участие в соревнованиях по конькобежному спорту.
Штястны в 1948 году впервые принял участие в международных соревнованиях, выступив в гонке в Варшаве. В 1956 году он выиграл национальный чемпионат, в котором успешно выступал до 1971 году, когда получил последний подиум. За это время он 9 раз был лучшим в Чехословакии.
Вместе с тем, в сезоне 1957 Франта дебютировал в чемпионате мира серии Гран-При в классе 250cc. В серии он боролся до окончания сезона 1969, в средне- и крупно-кубатурных классах, где достиг определенных успехов. Всего он одержал 4 победы в гонках, 20 раз финишировав на подиуме, а высшим его достижением стало 2-е место в классе 350cc по итогам сезона 1961. Это делает его самым успешным чешским мотогонщиком серии. Интересным также является то, что за свою карьеру Франтишек выступал исключительно чешским мотоциклах Jawa.
За свою гоночную карьеру Штястны потерпел множество травм, в том числе 33 переломы костей, одна его нога была короче другой почти на 5 см.
В 2013 году посмертно награждён чешской медалью «За заслуги» I степени.